# Echinosigra phiale
Echinosigra phiale är en sjöborreart som först beskrevs av Wyville-Thomson 1872.  Echinosigra phiale ingår i släktet Echinosigra och familjen Pourtalesiidae. Inga underarter finns listade i Catalogue of Life.